# メプリンB
メプリンB(Meprin B)は、酵素である。この酵素は、アゾカゼインを含むタンパク質を加水分解する反応を触媒する。インスリンB鎖に対しては、-His5-Leu-、-Leu6-Cys-、-Ala14-Leu-、-Cys19-Gly-結合を加水分解する。
膜結合性の金属エンドペプチダーゼであり、マウスの腸に存在する。